# ポール・パシー
ポール・エドゥアール・パシー（Paul Édouard Passy、1859年1月13日 - 1940年3月21日）は、フランスの言語学者・音声学者。国際音声学会の創始者として知られる。

## 経歴
（主に外部リンクのウォーリック大学によるパシーの伝記による）
ポール・パシーは1859年にフランスのヴェルサイユで生まれた。パシー家は名家で、父親は経済学者のフレデリック・パシー。19歳で高等研究実習院を卒業し、英語とドイツ語の教師となった。その過程で、教育に役立てる実用目的で音声記号を考案。パシーはほとんど独学で音声学を学んだが、後にオットー・イェスペルセンらと知り合い、交流を持った。
1894年より、ミシェル・ブレアルの後任として高等研究実習院の教員となり、1926年に退官するまでその職にあった。一方で、ブール＝ラ＝レーヌの自宅で私的に音声学を教えた。ダニエル・ジョーンズも彼に音声学を学んだひとりである。
パシーは熱心なプロテスタント信者で、平和主義者であり、キリスト教社会主義者であった。「リエフラ」（Liéfra、自由、平等、友愛 Liberté, Égalité, Fraternité を組みあわせて作った造語）という共同農業生活を行う村を建設した。

## 家族・親族
- 父：フレデリック・パシーは経済学者。第1回のノーベル平和賞の受賞者。

## 業績
- パシーの著作には学術的な内容のものもあるが、彼の興味の中心はあくまで言語教育にあり、啓蒙的な著作が多い。
- 1886年4月に語学教師のための団体である「Phonetic Teachers' Association」を創設し、機関誌「The Phonetic Teacher」[1]を発行した。最初期の会員は主に小学校の教師であったが、その後急激に発達して現在の国際音声学会になった[2]。
- フランス語の音声を分析した著書に『Les sons du français』がある[3]。

1897年には共著で『Dictionnaire phonétique de la langue française』を出版した。これはフランス語の単語を国際音声記号による発音で引けるようにした辞典である。
- 音声学に関する代表的な概説書としては『Petite phonétique comparée』がある[5]。